# Animal Magnetism
Animal Magnetism, ett musikalbum av Scorpions, släppt i mars 1980.

## Låtar på albumet
1. "Make It Real"
2. "Don't Make No Promises (Your Body Can't Keep)"
3. "Hold Me Tight"
4. "Twentieth Century Man"
5. "Lady Starlight"
6. "Falling In Love"
7. "Only A Man"
8. "The Zoo"
9. "Animal Magnetism"
10. "Hey you"